# Le Pacheu
Le Pacheu är en bergstopp i Schweiz. Den ligger i distriktet Aigle och kantonen Vaud, i den sydvästra delen av landet, 80 km söder om huvudstaden Bern. Toppen på Le Pacheu är 2 797 meter över havet.